# Laringealna maska
Laringealna maska (skraćeno LMA) je sredstvo za supraglotično,  obezbeđivanje disajnog puta, u uslovima otežane intubacije — urođeni, stečeni, pložaj pacijenta, neiskustvo izvođača, nepotpuna oprema.
Prvovbitno je masovno korišćena u operacionim salama, a danas se sve više preporučuje kao sastavni deo u opremi urgentnih službi, kao važno pomoćno sredstvo za obezbeđivanje disajnog puta u otežanim situacijama, posebno na terenu.

## Istorija
Laringealna maska je razvijena od strane britanskog anesteziologa dr Arčija Brejna, a u upotrebi je od 1988. godine.

## Konstrukcija i karakteristike
U osnovi konstrukcije svake laringealne maskase, koja se postavlja u ždrelo, je tube sa izduvljivim kafom koji se postavlja u hipofarinks. Tubusa i kafa za naduvavanje se plasiraju izduvani, u usnu duplju do grkljana, a zatim se naduvava i svojim lumenom u celosti pokriva grkljanski poklopac i grkljan.
Dostupna je u različitim veličinama, koje su navedene u donjoj tabeli.
| Veličina maske | Težina u kg | Maksimalna zapremina manžetne u ml |
| -------------- | ----------- | ---------------------------------- |
| 1              | < 5         | 4                                  |
| 1.5            | 5-10        | 7                                  |
| 2              | 10-20       | 10                                 |
| 2.5            | 20-30       | 14                                 |
| 3              | 30-50       | 20                                 |
| 4              | 50-70       | 30                                 |
| 5              | 70-100      | 40                                 |
| 6              | >100        | 50                                 |

Tokom postavljanja ona izaziva manji bol i nadražaj na kašalj i za razliku od endotrahealnog tubusa tubusa mnogo lakše se postavlja. Međutim, laringealna maska ne štiti disajni put od aspiracije, što je čini neprikladnom za pacijente sa povećanim rizikom za komplikacije.
Međutim za razliku od endotrahealnog tubusa laringealna maska ne može da štiti disajne puteve ili pluća od aspiriranja povraćenog sadržaja i ne može se izvoditi duboka (subglotična) sukcija kroz masku.

## Namena
Laringealne maske je zamišljena da se smesti u pacijentov hipofarinks i da pokriva strukture iznad grkljanskog poklopca i pomoću toga dozvoljava određenu zaštitu dušnika. Koriste se u nesteziji i urgentnoj medicini za obezbedjenje disajnog puta.
Glavna upotreba laringealne maske je u elektivnoj (odabranoj) anesteziji, ali isto tako je korisna u situacijama gde je pomeranje glave ili vrata radi olakšanja endotrahealne intubacije otežano (zatrpan pacijent ili sumnja na povredu vratne kičme) ili kada je endotrahealne intubacija neuspešna.
Ne postavlja se toliko duboko kao endotrahealni tubus (stoji u ždrelu i nije potrebno da se plasira u traheu) podržava i spontanu i veštačku ventilaciju.
Često je primenjivana metoda intubacije kod pacijenata na odeljnju jednodnevne hirurgije,
u mnogim slučajevima, uključujući operacione sale, urgentne službe kao i vanhospitalni rad u
uregntnim stanjima jer je laka za postavljanje, brzo se postavlja, čak i kad to rade neiskusni
izvođači. U operacionim salama plasira se uspešno u oko 100% slučajeva, dok u urgentnim
stanjima procenat može biti nešto niži.

## Indikacije i kontraindikacije

### Indikacije
Indikacije za upotrebu laringealne maske su:
- Alternativa ventilaciji na kiseoničku masku u rutinskim i urgentnim situacijama;
- Situacije kada je očekivana ili neočekivana otežana endotrahealna intubacija;
- Reanimacija bolesnika koji su bez svesti sa odsutnim rerefleksima u disajnim putevima.[8]
- Srčani zastoj.[8][б]

## Napomene
1. ↑  Iznad grkljanskog poklopca
2. ↑  Američko udruženje za srce u svom vodiču iz 20015. godine...indikuje laringealnu masku kao prihvatljivu zamenu za obezbeđenje disajnog puta kod pacijenata sa srčanim zastojem (klasa preporuke IIa). Ovo može biti posebno korisno u izvanbolničkim uslovima za medicinske tehničare i lekare koji imaju manje iskustva i niži stepen uspeha.[8][9]

## Literatura
- Biljana Đorđević, Nenad Stajić, Laringealna maska (LMA) kao alternativni način obezbeđivanja otežanog disajnog puta — Prikaz slučaja, ABC časopis urgentne medicine, vol. XIV, godina 2014, broj 2-3.
- Latto, I.P., Vaughan, R.S. (1997) Difficulties in tracheal intubations. Philadelphia, itd: W.B. Saunders
- Skerman, J.H. (2002) Anesthetic management of craniofacial trauma and trauma to the airway. Middle East Journal of Emergency Medicine, Sep 2(2)
- Yentis S. Predicting difficult intubation-worthwhile exercise or pointless ritual? Anaesthesia 57  105–109.
- N. Braude, E. A. F. Clements, U. M. Hodges and B. P. Andre Laryngeal Mask incerction. Journal of the Association of Anaesthetists of Great Britain end Ireland, feb.2007.
- W. Oczenski, H. Krenn, A. A. Dahaba, M. Binder, I. El- Schahawi-Kienzl, S. Kohout, S. Schwarz and R. D.Fitzgerald Complications following the use of the Combitube, tracheal tube and laryngeal mask airway. Journal of the Association of Anaesthetists of Great Britain end Ireland, may, 2002.

## Spoljašnje veze
|  | Molimo Vas, obratite pažnju na važno upozorenje u vezi sa temama iz oblasti medicine (zdravlja). |